# Haplogrup R2 del cromosoma Y humà
L'haplogrup R2 del cromosoma Y humà és un haplogrup format a partir de l'haplotip M124 del cromosoma Y humà. A diferència d'altres subgrups de l'haplogrup R, es troba confinat al sud d'Àsia i a les regions veïnes.

## Orígens
Haplogrup R2 és un subgrup de l'haplogrup R, que es troba associat a l'expansió inicial d'Euràsia després de l'últim màxim glacial. La persona que va dur per primer cop el marcador M124 de l'haplogrup R2 va viure en algun lloc després d'això a Euràsia.

## Localització
La freqüència més elevada es troba al sud d'Àsia. També s'ha trobat en baixes freqüències en poblacions del Caucas i l'Àsia central.

## R2 i poblacions mundials
L'haplogrup R2 juntament amb els haplogrups H, L, R1a1, J2, formen la majoria de població masculina del sud d'Àsia. La freqüència podria ser del voltant del 10-15% a l'Índia i Sri Lanka i del 7-8% al Pakistan. Tanmateix, no tots els grups lingüístics en aquests països i de Bangladesh han estat mesurats, de manera que les proporcions en podrien canviar.
L'haplogrup R2 forma el 50% dels cromosomes dels sinti. Aquesta tribu gitana, com tota la resta, té els seves arrels a l'Índia.
L'haplogrup també s'observa amb elevada freqüència entre els txetxens.
Una de les tribus kurdes de Geòrgia, Kurman, forma part de l'haplogrup en una elevada freqüència.
Els perses del Pakistan pertanyen a aquest grup en un 20%.
Al voltant d'un 2% dels armenis pertanyen a l'haplogrup R2.
Aquest haplogrup és entre rar i inexistent entre els europeus, africans, asiàtics orientals, indis americans i aborígens australians.

## Relació amb altres haplogrups
L'R2 és un subgrup de l'haplogrup R (M207).
|             |             |             |             |             |             |  |  |  |  |              |  |  |  |  |  |  |  |  |  |               |               |               |               |               |               |  |  |  |  |                |                |                |                |                |                |  |  |
|             |             |             |             |             |             |  |  |  |  |              |  |  |  |  |  |  |  |  |  | Haplogrup R1a | Haplogrup R1a | Haplogrup R1a | Haplogrup R1a | Haplogrup R1a | Haplogrup R1a |  |  |  |  | Haplogrup R1a1 | Haplogrup R1a1 | Haplogrup R1a1 | Haplogrup R1a1 | Haplogrup R1a1 | Haplogrup R1a1 |  |  |
|             |             |             |             |             |             |  |  |  |  |              |  |  |  |  |  |  |  |  |  | Haplogrup R1a | Haplogrup R1a | Haplogrup R1a | Haplogrup R1a | Haplogrup R1a | Haplogrup R1a |  |  |  |  | Haplogrup R1a1 | Haplogrup R1a1 | Haplogrup R1a1 | Haplogrup R1a1 | Haplogrup R1a1 | Haplogrup R1a1 |  |  |
|             |             |             |             |             |             |  |  |  |  | Haplogrup R1 |  |  |  |  |  |  |  |  |  |               |               |               |               |               |               |  |  |  |  |                |                |                |                |                |                |  |  |
|             |             |             |             |             |             |  |  |  |  |              |  |  |  |  |  |  |  |  |  |               |               |               |               |               |               |  |  |  |  |                |                |                |                |                |                |  |  |
| Haplogrup R | Haplogrup R | Haplogrup R | Haplogrup R | Haplogrup R | Haplogrup R |  |  |  |  |              |  |  |  |  |  |  |  |  |  | Haplogrup R1b | Haplogrup R1b | Haplogrup R1b | Haplogrup R1b | Haplogrup R1b | Haplogrup R1b |  |  |  |  | Haplogrup R1b1 | Haplogrup R1b1 | Haplogrup R1b1 | Haplogrup R1b1 | Haplogrup R1b1 | Haplogrup R1b1 |  |  |
| Haplogrup R | Haplogrup R | Haplogrup R | Haplogrup R | Haplogrup R | Haplogrup R |  |  |  |  |              |  |  |  |  |  |  |  |  |  | Haplogrup R1b | Haplogrup R1b | Haplogrup R1b | Haplogrup R1b | Haplogrup R1b | Haplogrup R1b |  |  |  |  | Haplogrup R1b1 | Haplogrup R1b1 | Haplogrup R1b1 | Haplogrup R1b1 | Haplogrup R1b1 | Haplogrup R1b1 |  |  |
|             |             |             |             |             |             |  |  |  |  | Haplogrup R2 |  |  |  |  |  |  |  |  |  |               |               |               |               |               |               |  |  |  |  |                |                |                |                |                |                |  |  |
|             |             |             |             |             |             |  |  |  |  |              |  |  |  |  |  |  |  |  |  |               |               |               |               |               |               |  |  |  |  |                |                |                |                |                |                |  |  |
|             |             |             |             |             |             |  |  |  |  |              |  |  |  |  |  |  |  |  |  |               |               |               |               |               |               |  |  |  |  |                |                |                |                |                |                |  |  |

| Haplogrups del cromosoma Y humà |                 |   |   |   |    |    |    |    |    |   |    |    |   |    |    |    |    |    |   |   |   |  |
|                                 | Adam cromosòmic |   |   |   |    |    |    |    |    |   |    |    |   |    |    |    |    |    |   |   |   |  |
| \|                              |                 |   |   |   |    |    |    |    |    |   |    |    |   |    |    |    |    |    |   |   |   |  |
|                                 | A               | A | A | A | BT |    |    |    |    |   |    |    |   |    |    |    |    |    |   |   |   |  |
|                                 |                 |   | B | B | B  | CT | CT | CT | CT |   |    |    |   |    |    |    |    |    |   |   |   |  |
|                                 |                 |   |   |   | DE | DE | C  | F  | F  | F | F  | F  |   |    |    |    |    |    |   |   |   |  |
|                                 |                 |   |   |   | D  | E  |    |    | G  | H | IJ | IJ | K | K  | K  | K  |    |    |   |   |   |  |
|                                 |                 |   |   |   |    |    |    |    |    |   | I  | J  |   | LT | MS | MS | NO | NO | P | P |   |  |
|                                 |                 |   |   |   |    |    |    |    |    |   |    |    |   |    |    |    | N  | O  |   | Q | R |  |
|                                 |                 |   |   |   |    |    |    |    |    |   |    |    |   |    |    |    |    |    |   |   |   |  |

## Predicció amb haplotips
L'haplotip es pot fer servir per a predir l'haplogrup. Els canvis de qualssevol persones part d'aquest haplogrup són els màxims si DYS391=10, DYS392=10 i DYS426=12.